# Піф-паф, ти – мертвий
«Піф-паф, ти — мертвий» (англ. Bang Bang You're Dead) — фільм режисера Гая Ферленда. Прем'єра відбулася 7 червня 2002 року на Міжнародному кінофестивалі у Сієтлі.

## Сюжет
Надмірна жорстокість зі сторони однолітків змушує Тревора Адамса вдатися до крайніх заходів. Він погрожує підірвати школу. Після цього інциденту учні перестають спілкуватися з Тревором, вчителі побоюються його, а жителі міста обходять стороною.
Спасіння приходить до хлопця у вигляді вчителя акторської майстерності — містера Данкана. Він хоче поставити п'єсу «Піф-паф, ти — мертвий» і пропонує головну роль Треворові. Спочатку Тревор відмовляється від пропозиції. Але потім дізнається, що у п'єсі гратиме новенька красуня-учениця. Після знайомства з Дженні Далкіст він дає згоду на участь у постановці. Вчитель і партнерка намагаються повернути хлопця до нормального життя.
Раптово постановка опиняється під загрозою зриву. Сюжет про малолітніх вбивць, який певним чином перегукується з історією Тревора, обурює батьків.
Після репетицій Тревор починає зустрічатися і спілкуватися з «трогами» — так званими ізгоями школи, які «воюють» з групою спортсменів.
На шкільних зборах, де були присутні батьки Тревора, представники школи та шериф, було розглянуто питання про відеофільм, знятий Тревором. Виявляється, що причиною погроз хлопця про підрив школи є знущання над ним зі сторони групи спортсменів. Із відеоматеріалів Тревора стає відомо, що й інші учні піддаються насиллю.
В цей час, хлопці-спортсмени в черговий раз принижують лідера «трогів» — Шона. Троги вирішують помститися, розстрілявши кривдників у шкільній їдальні.
Тревор, розуміючи глибокий сенс п'єси, отримуючи підтримку в тяжку хвилину від Дженні, містера Данкана та хлопців-трогів, попереджує страшну трагедію, зупинивши Шона та підтримавши його.

## В ролях
| Актор           | Роль           |
| --------------- | -------------- |
| Том Кавана      | Вел Данкан     |
| Бен Фостер      | Тревор Адамс   |
| Джейн Макгрегор | Дженні Далкіст |
| Ренді Гаррісон  | Шон            |
| Джанель Молоні  | Еллі Мілфорд   |
| Девід Петкау    | Бред Лінч      |
| Ерік Джонсон    | Марк Кенворт   |
| Крістіан Ейр    | Курт           |
| Ерік Кінлісайд  | Боб Адамс      |
| Глайніс Дейвіс  | Карен Адамс    |

## Нагороди та номінації
| Рік  | Нагорода                               | Категорія                                   | Номінант                                                                                    | Результат |
| ---- | -------------------------------------- | ------------------------------------------- | ------------------------------------------------------------------------------------------- | --------- |
| 2002 | Nantucket Film Festival Audience Award | Найкращий художній фільм                    | Гай Ферланд Вільям Мастросімоне                                                             | Перемога  |
| 2003 | Премія Пібоді                          | Передовий досвід                            | Showtime Networks Inc., в асоціації з Viacom Productions Inc., and A Jersey Guys Production | Перемога  |
| 2003 | Премія Гільдії режисерів Америки       | Найкращий режисер (програма для дітей)      | Гай Ферланд                                                                                 | Перемога  |
| 2003 | Денна премія "Еммі"                    | Найкраща програма для дітей                 | Вільям Мастросімоне Норман Стефенс Пол Хеллерман Дебора Габлер                              | Перемога  |
| 2003 | Денна премія "Еммі"                    | Найкращий режисер (програма для дітей)      | Гай Ферланд                                                                                 | Перемога  |
| 2003 | Денна премія "Еммі"                    | Найкраща акторська гра (програма для дітей) | Бен Фостер                                                                                  | Перемога  |
| 2003 | Денна премія "Еммі"                    | Найкращий сценарій (програма для дітей)     | Вільям Мастросімоне                                                                         | Перемога  |
| 2003 | Денна премія "Еммі"                    | Найкраща акторська гра (програма для дітей) | Том Кавана                                                                                  | Номінація |

## Саундтрек
У фільмі була представлена пісня "Runaway Train" пост-грандж гурту Oleander. У кліпі на пісню були використані кадри з фільму 